# GR 70
G.R. n. 70, indicato anche come chemin de Stevenson, è un sentiero in Lozère che fa parte della rete di sentieri francesi della Grande Randonnée. Dal 1993 è stato segnato dalla Fédération Française de Randonnée Pédestre, che ha anche pubblicato la carta topografica del cammino con l'Editore Chamina..

## Storia
Il nome di questo sentiero deriva dall'esser stato percorso per la prima volta dallo scrittore Robert Louis Stevenson, il quale a ventotto anni, in compagnia dell'asina Modestine, ha aperto la strada alle escursioni someggiate che sarebbero divenute frequenti un secolo dopo in quest'area, e soprattutto ha fatto la fortuna del turismo nelle Cévennes. Il viaggio di Stevenson è stato descritto nel suo libro Travels with a Donkey in the Cevennes (Viaggi con un asino nelle Cevennes) del 1879.
Per lo sviluppo economico dell'area e la gestione dell'ecoturismo del GR 70 nel 1994 è nata l'Associazione "Sur le Chemin de Robert Louis Stevenson".
La commedia Io, lui, lei e l'asino, film del 2020 vincitore di un Premio César per la migliore attrice, è ambientato sul GR 70.

## Galleria d'immagini

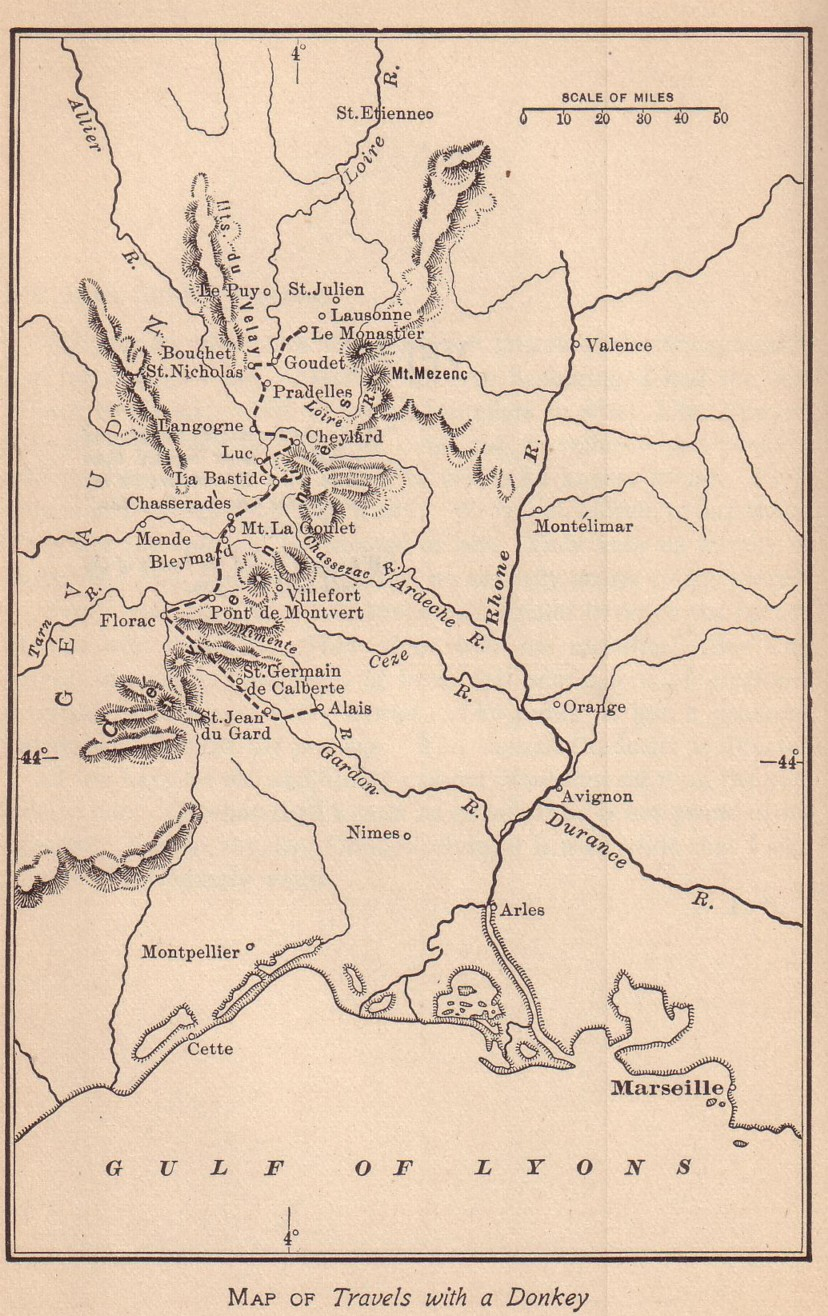
Mappa del percorso.
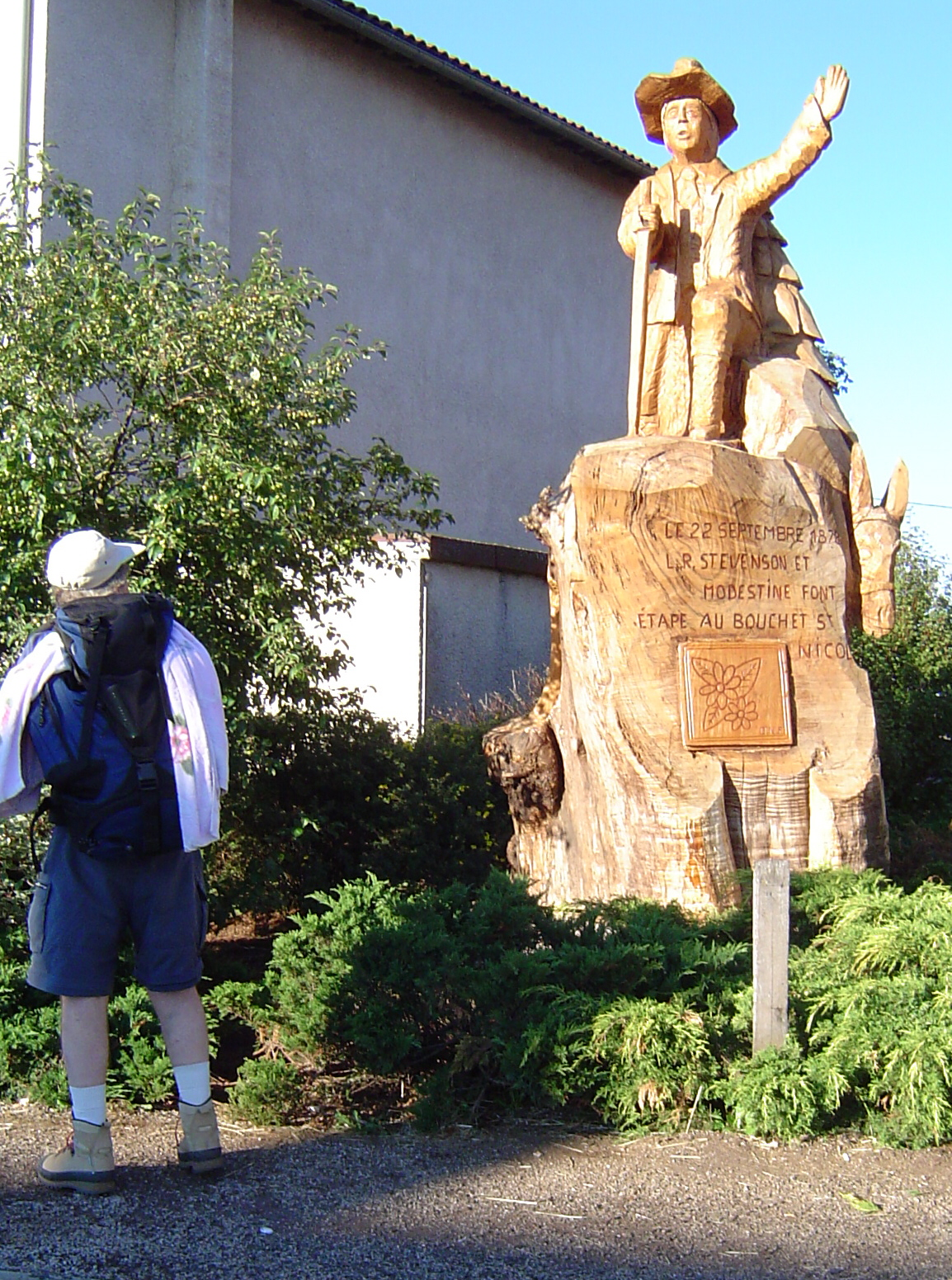
Scultura commemorativa a Bouchet-Saint-Nicolas.
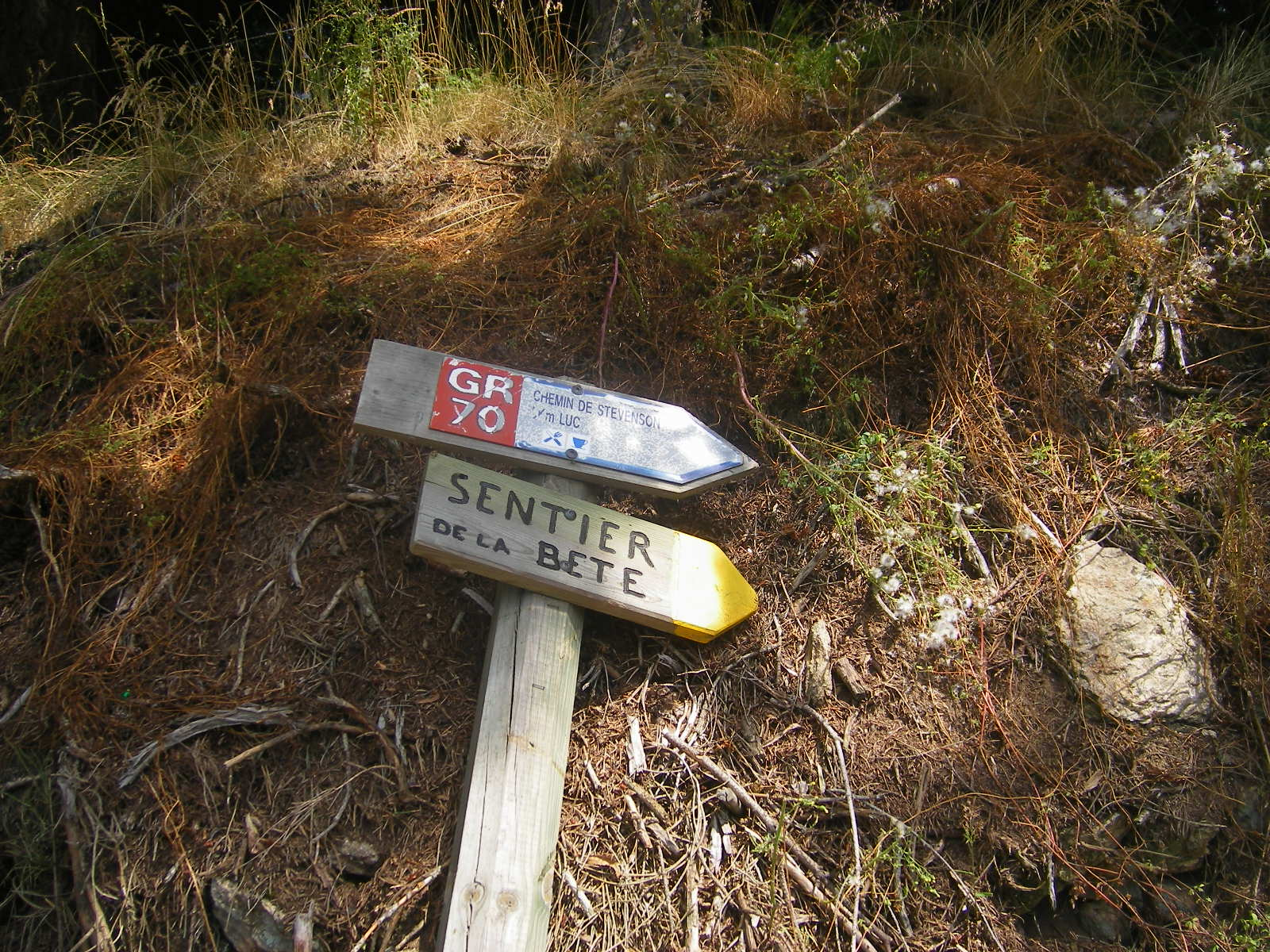
Il GR 70 a Espradels (nel comune di Luc).
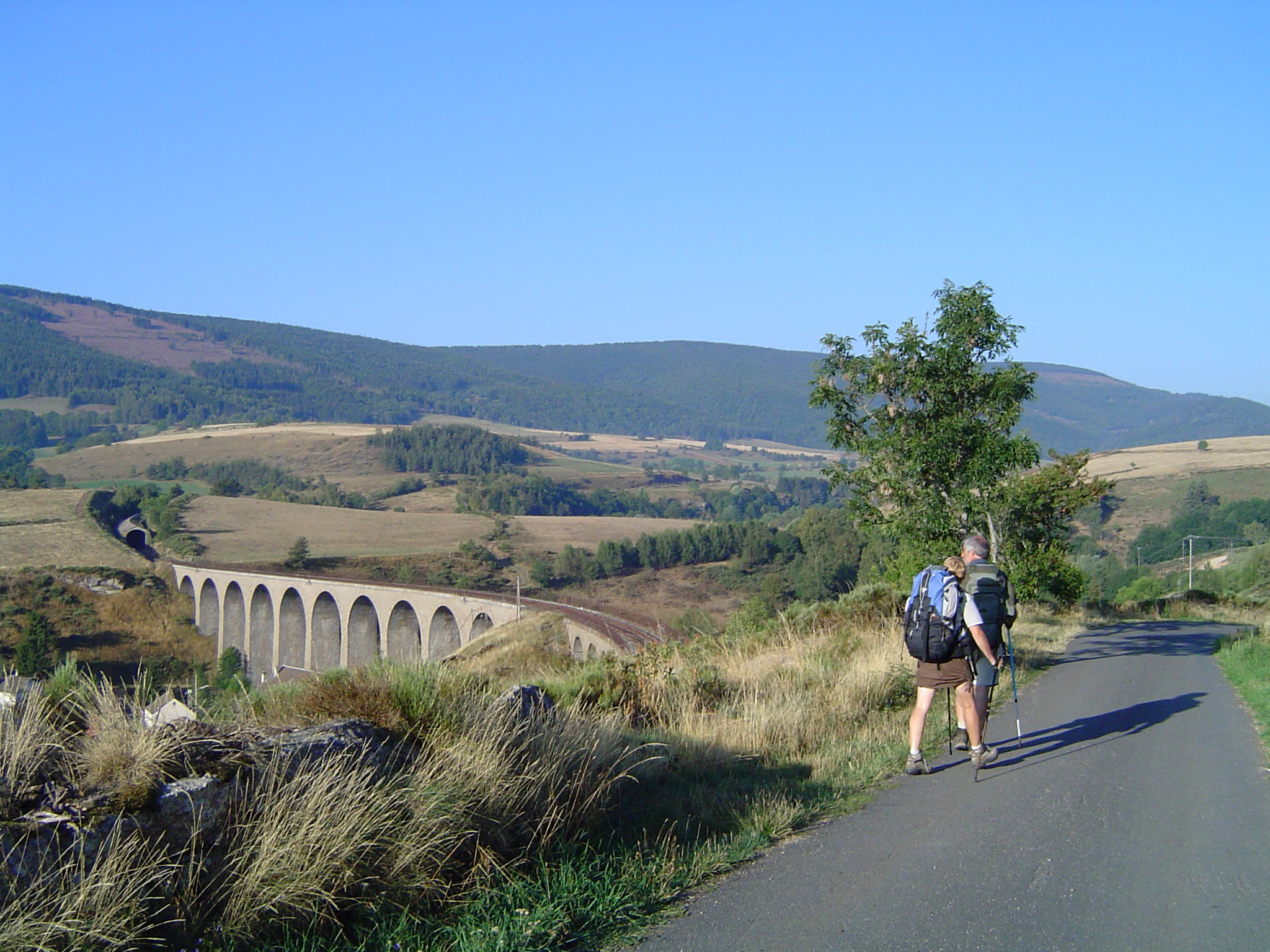
Sul cammino di Stevenson vicino al viadotto di Mirandol, Chasseradès, Monti del Goulet.
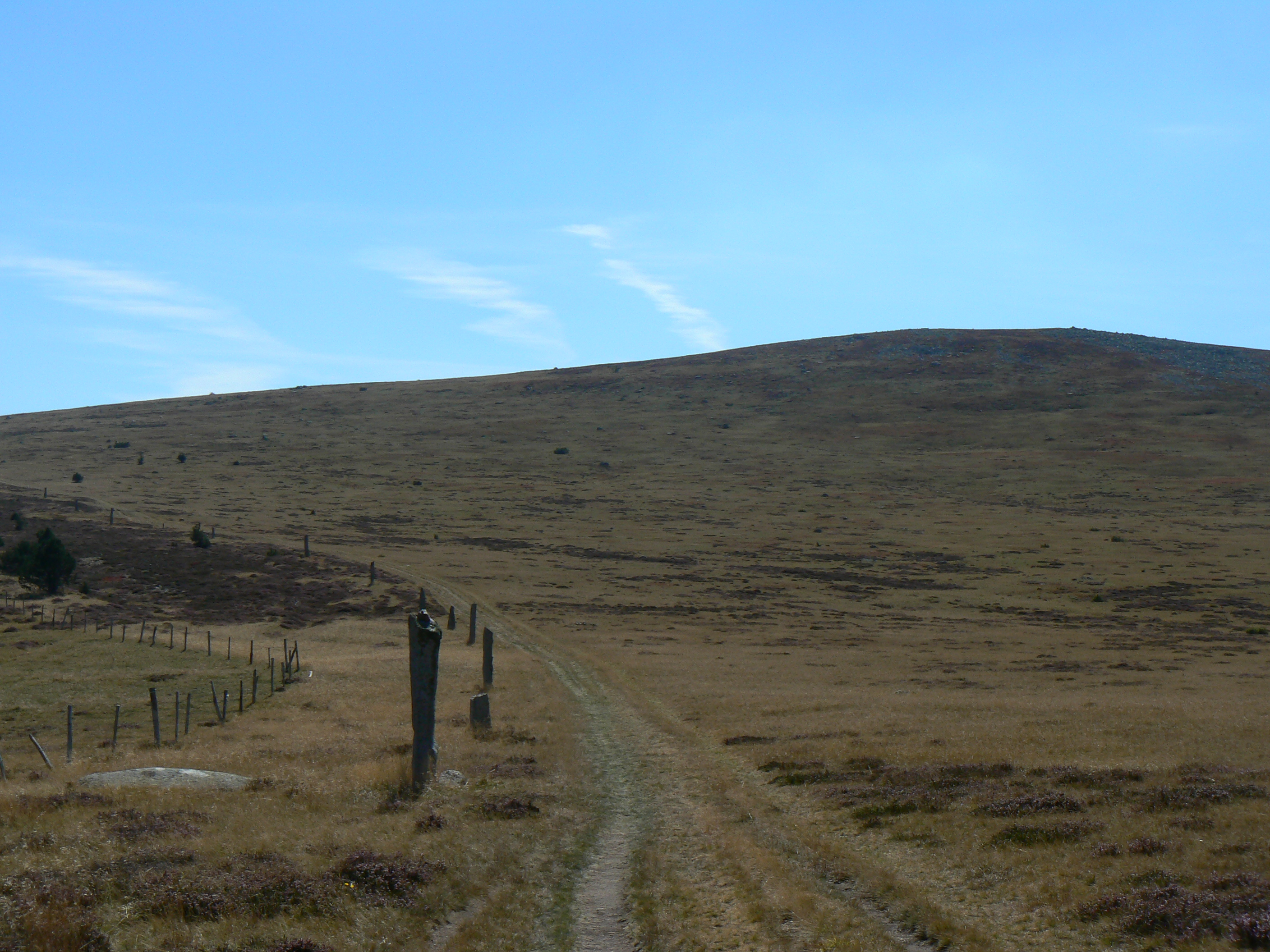
Il sentiero di Stevenson non lontano dal picco di Finiels tra la stazione del Monte Lozère e il Ponte di Montvert.
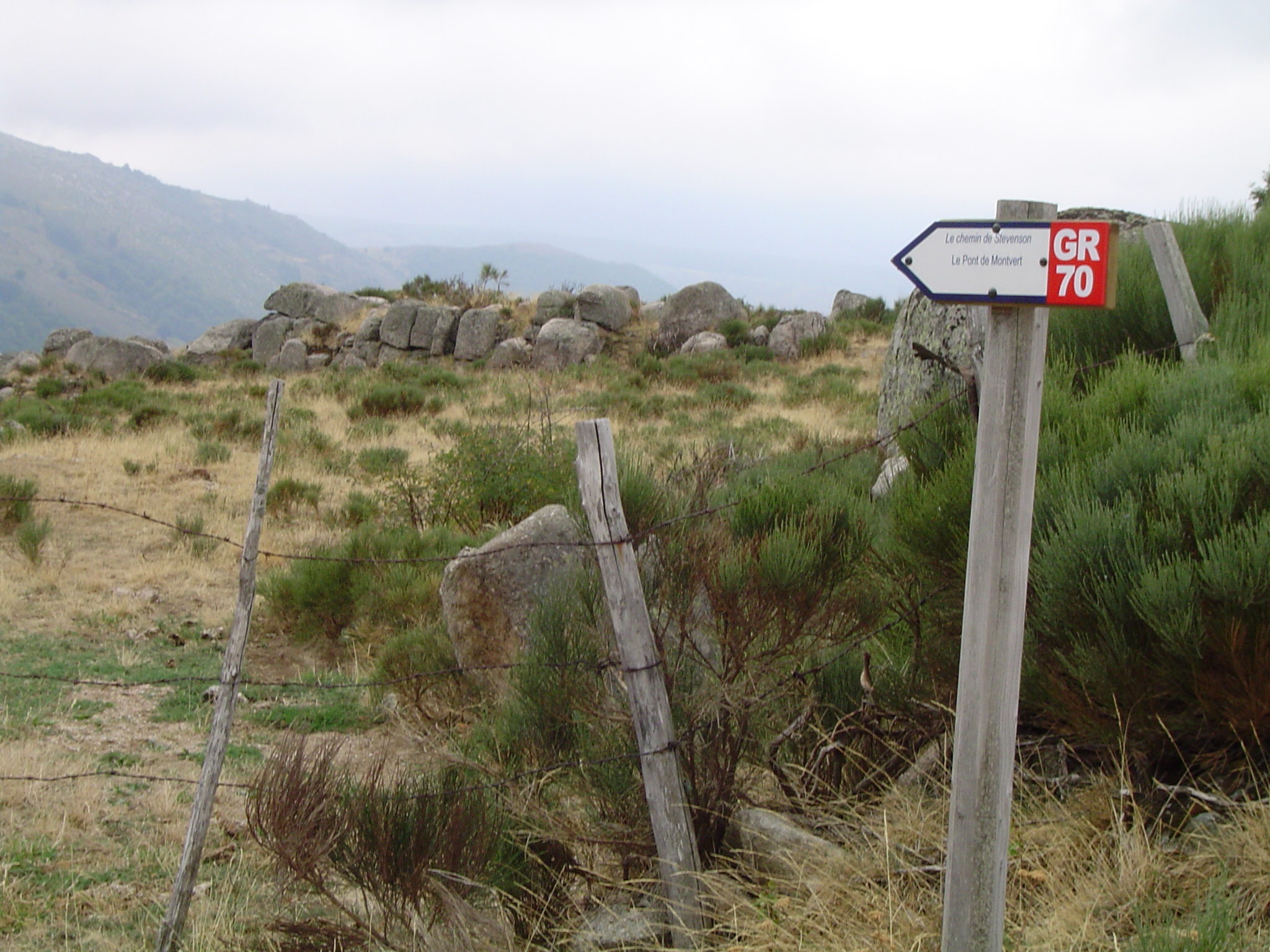
Il sentiero di Stevenson discende dal Monte Lozère verso Pont-de-Montvert.
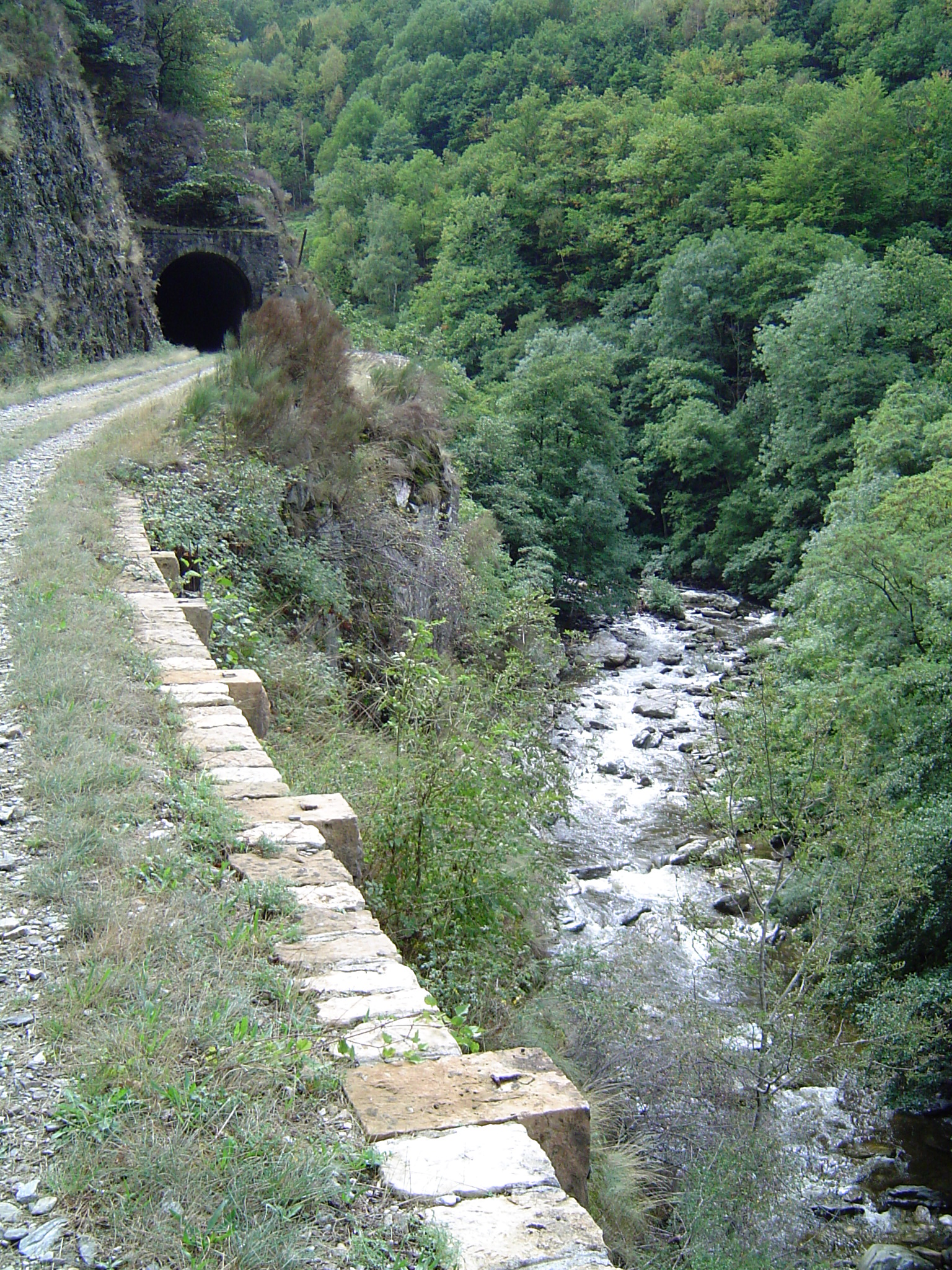
Il sentiero di Stevenson lungo la Mimente nei dintorni di Saint-Julien-d'Arpaon.

## Itinerario del GR 70
| Tappe indicative                                     | Luoghi attraversati                                                         | Distanza approssimativa |
| ---------------------------------------------------- | --------------------------------------------------------------------------- | ----------------------- |
| Le Puy-en-Velay — Le Monastier-sur-Gazeille          | Coubon                                                                      | 19 km                   |
| Le Monastier-sur-Gazeille — Le Bouchet-Saint-Nicolas | Courmarcès, Saint-Martin-de-Fugères, Goudet, Montagnac, Ussel, Bargettes    | 22 km                   |
| Le Bouchet-Saint-Nicolas — Langogne                  | Landos, Jagonas, Arquejol, Pradelles                                        | 25 km                   |
| Langogne — Cheylard-l'Évêque                         | Saint-Flour-de-Mercoire, Sagnerousse, Fouzillac,                            | 16 km                   |
| Cheylard-l'Évêque — La Bastide-Puylaurent            | Luc, Rogleton, (Abbaye Notre-Dame-des-Neiges)                               | 19 km                   |
| La Bastide-Puylaurent — Le Bleymard                  | Chasseradès, Les Alpiers                                                    | 28 km                   |
| Le Bleymard — Le Pont-de-Montvert                    | colle Santel, stazione sciistica del monte Lozère, Cima di Finiels, Finiels | 18 km                   |
| Le Pont-de-Montvert — Florac                         | col du Sapet, (Mijavols), Bédouès                                           | 28 km                   |
| Florac — Saint-Germain-de-Calberte                   | Saint-Julien-d'Arpaon, stazione di Cassagnas, colle della Pierre Plantée    | 30 km                   |
| Saint-Germain-de-Calberte — Saint-Jean-du-Gard       | Saint-Étienne-Vallée-Française, colle di Saint-Pierre                       | 21 km                   |
| Saint-Jean-du-Gard — Alès                            | col d'Uglas, croix de Sauvage                                               | 26 km                   |
|                                                      | Totale:                                                                     | 252 km                  |